# لی آنگ
لی آنگ (انگلیسی: Li Ang؛ زادهٔ ۱۵ سپتامبر ۱۹۹۳) بازیکن فوتبال اهل چین است.
از باشگاه‌هایی که در آن بازی کرده‌است می‌توان به باشگاه فوتبال جیانگسو اشاره کرد.
وی همچنین در تیم‌های ملی فوتبال زیر ۲۰ سال، زیر ۲۳ سال و بزرگسالان چین بازی کرده‌است.